# Jasienica (Police)
Jasienica (do 1945 niem. Jasenitz, po 1945 Jasienice) – część miasta i osiedle administracyjne Polic, położone w północnej części miasta przy drodze wojewódzkiej nr 114, ok. 17 km na północ od centrum Szczecina. Jasienica leży nad rzeką Gunicą.

## Położenie
Jasienica leży nad Gunicą w pobliżu jej ujścia do Odry (Roztoki Odrzańskiej). W rejonie Jasienicy płynie rzeka Jasienica. 
Jasienica od południa przylega do Zakładów Chemicznych Police. 
W granicach osiedla administracyjnego Jasienicy leży także Duchowo położone po drugiej stronie Gunicy oraz teren dawnych wsi Kołpin i Kuźnica należący do Zakładów Chemicznych Police.
Jasienica została włączona do Polic w 1973 roku.

## Historia

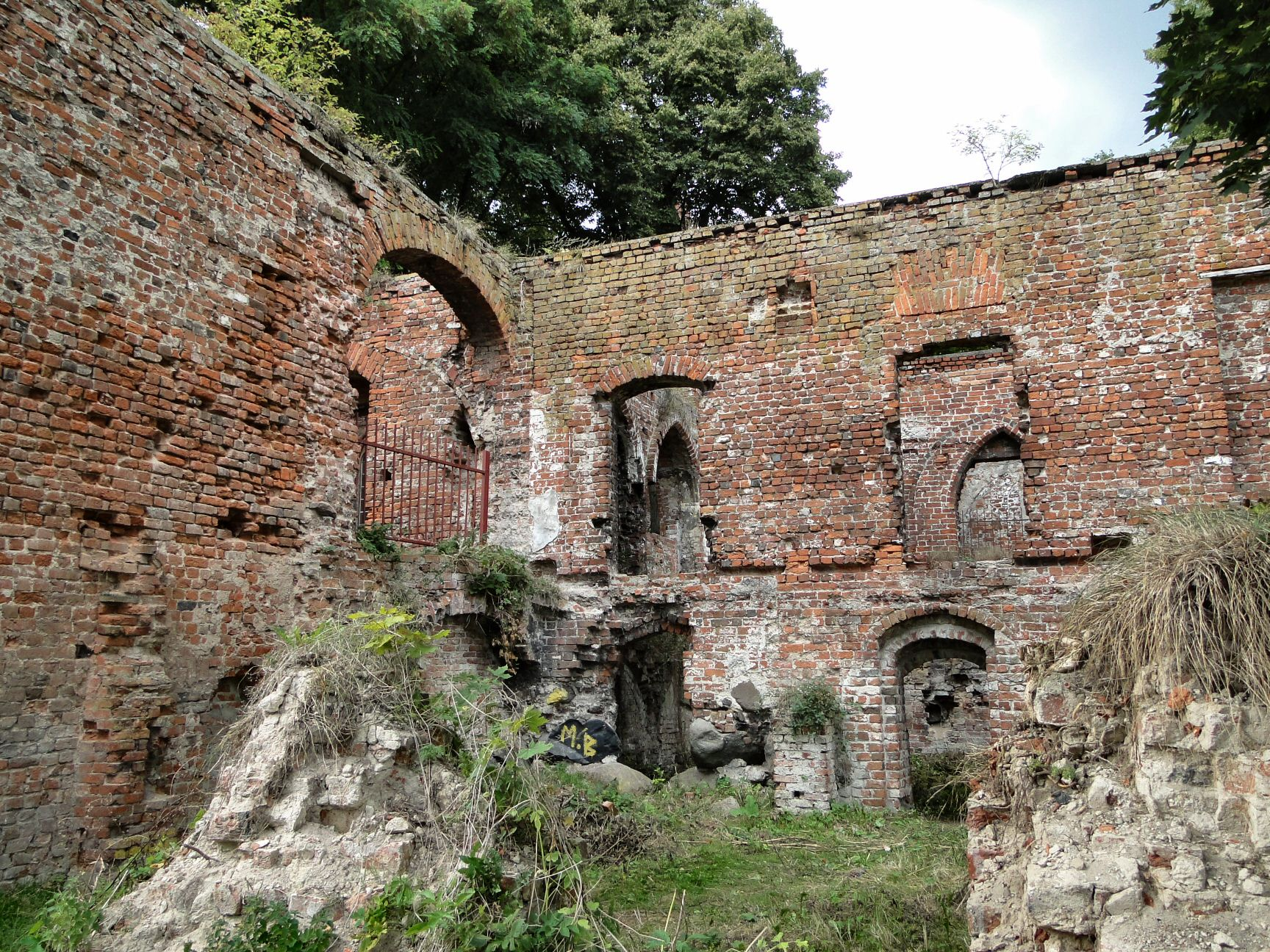
Fragment ruin klasztoru augustianów

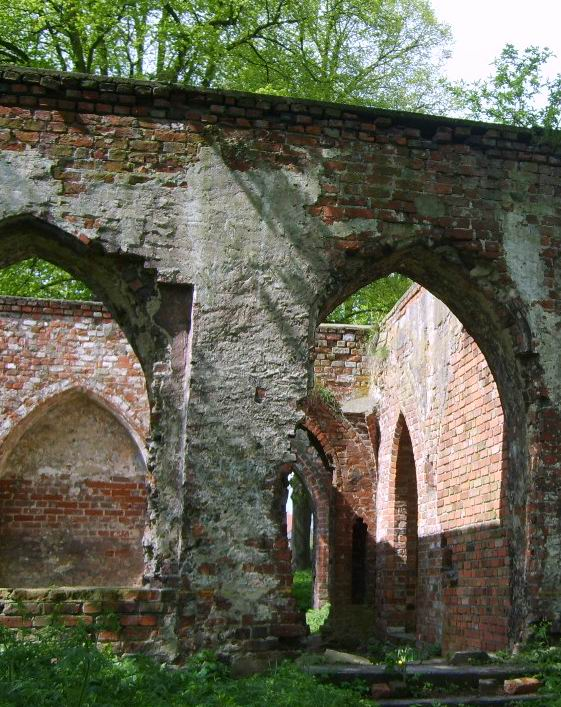
Fragment ruin klasztoru augustianów

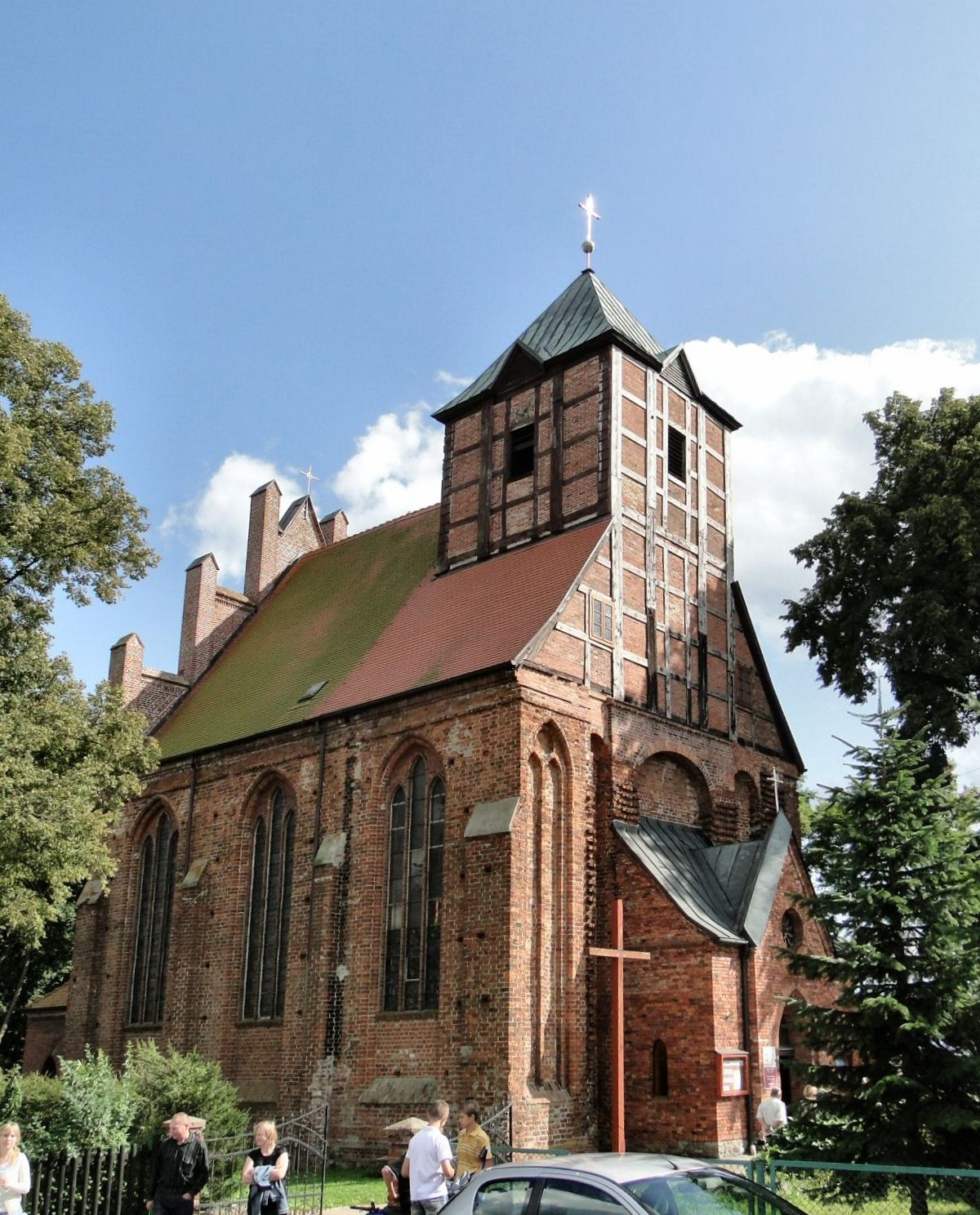
Kościół w Policach-Jasienicy, XIV/XVIII wiek

Wieś o przypuszczalnie IX – XII-wiecznym rodowodzie (wieś rycerska), związana z istnieniem tu klasztoru augustianów. Ok. 1330 roku została przekazana pod opiekę zakonnikom z Tatyni, co potwierdzono aktami Barnima III. Na przełomie XIV-XV wieków klasztor i wieś została złupiona przez rabusiów a zakonnicy popadli w chaos organizacyjny i obyczajowy.
W połowie XVIII w. na gruntach przyległych do wsi Jasienica założono dwie wsie: Niekłończycę i Uniemyśl oraz kolonię nazwaną Nowym Dębostrowem (dziś wieś Dębostrów).
W 1898 do ówczesnej wsi doprowadzono linię kolejową ze Szczecina, przedłużoną 12 lat później do Trzebieży. We wsi istniała stacja Jasienica, od 2002 roku linia pasażerska została zamknięta.
W latach II wojny światowej istniał tu niemiecki obóz pracy niewolniczej Lager Kreideberg Jasenitz, w którym z odpadów poprodukcyjnych wydobywano kredę. W czasie II wojny światowej wieś częściowo zniszczona, została zajęta 27 kwietnia 1945 r. przez wojska radzieckie (2 Front Białoruski – 2 Armia Uderzeniowa) a we wrześniu 1946 r. została przekazana administracji polskiej po likwidacji tzw. Enklawy Polickiej.
Jasienica do 1939 r. znajdowała się w powiecie Randow (rejencja szczecińska), w okresie II wojny światowej podlegała pod powiat Ueckermünde. W latach 1945–1954 miejscowość była siedzibą gminy Jasienica. W latach 1954–1972 wieś należała i była siedzibą władz gromady Jasienica. W 1973 roku Jasienica została włączona do miasta Police.
W 2. połowie XX w. mieszkały tu rodziny trudniące się rolnictwem, leśnictwem oraz pracowników pobliskich Polic (ZCh „Police”) i Szczecina. W 1973 roku Jasienicę włączono w granice administracyjne miasta Police.

### Przynależność polityczno-administracyjna Jasienicy[7][8].
- 1815 - 1866: Związek Niemiecki, Królestwo Prus, prowincja Pomorze, rejencja szczecińska, powiat Randow
- 1866 - 1871: Związek Północnoniemiecki, Królestwo Prus, prowincja Pomorze, rejencja szczecińska, powiat Randow
- 1871 - 1918: Cesarstwo Niemieckie, Królestwo Prus, prowincja Pomorze, rejencja szczecińska, powiat Randow
- 1919 - 1933: Rzesza Niemiecka (Republika Weimarska), kraj związkowy Prusy, prowincja Pomorze, rejencja szczecińska, powiat Randow
- 1933 - 1945: III Rzesza, prowincja Pomorze, rejencja szczecińska, powiat Randow (do 1939), powiat Uckermünde
- 1945 - 1946: Enklawa Policka – obszar podległy Armii Czerwonej
- 1946 - 1952: Rzeczpospolita Polska (Polska Ludowa), województwo szczecińskie, powiat szczeciński, gmina Jasienica
- 1953 - 1973: Polska Rzeczpospolita Ludowa, województwo szczecińskie, powiat szczeciński, gmina Jasienica (do 1954), miasto Police (od 1973)

### Zabytki Jasienicy
- Gotycki kościół św. św. Apostołów Piotra i Pawła z XIV w. (przebudowany w 1725 r.)
- Ruiny gotyckiego klasztoru augustianów z XIV w., gdzie co rok, pod koniec sierpnia, odbywa się Jarmark Augustiański

### Główne ulice
- Ulica Piastów
- Ulica Dworcowa
- Ulica Jasienicka

## Komunikacja i turystyka

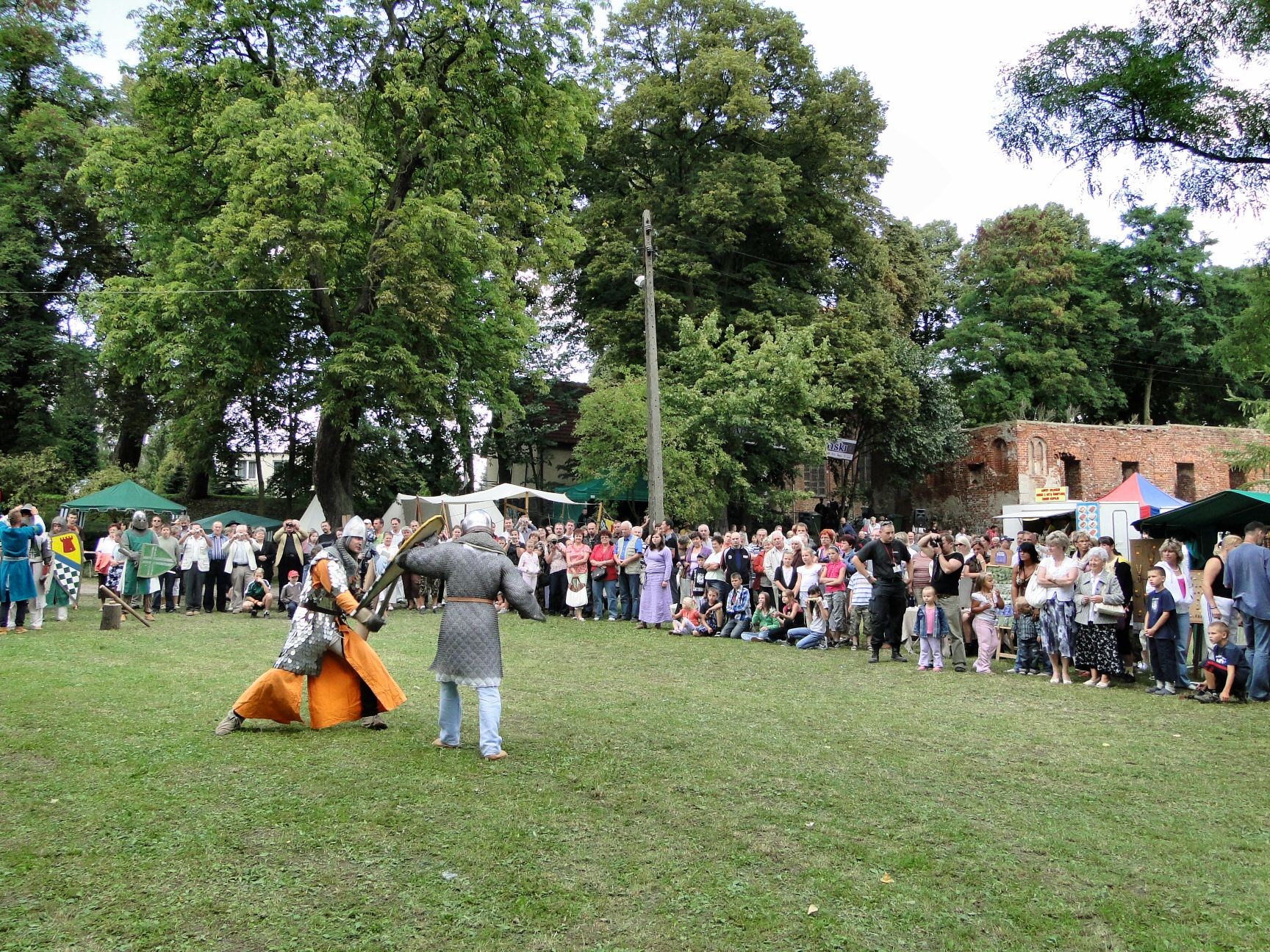
Pokaz walk rycerskich podczas Jarmarku Augustiańskiego w 2009 r.

- – w Jasienicy prowadzi: 
  - na południe do dzielnic: Nowe Miasto i Stare Miasto oraz wsi Tanowo a dalej już DW115 do Dobieszczyna i Szczecina,
  - na północ do wsi Trzebież i miasta Nowe Warpno;

- Linie autobusowe: SPPK 101, 109, 111, LS (linia samorządowa). Przeczytaj artykuł „Komunikacja autobusowa w Szczecinie”.

- Dworzec Jasienica na linii kolejowej Szczecin-Police-Trzebież (aktualnie brak przewozów osobowych);

- Urząd pocztowy Police-3 (kod 72-015) przy ul. Piastów.

- Szlaki Puszczy Wkrzańskiej, m.in.  Szlak „Puszcza Wkrzańska”

## Osoby
- Ludwig Giesebrecht (1792-1873) – historyk, filozof, pedagog i poeta pruski, w latach 1866-1873 mieszkał w Jasienicy, gdzie został pochowany.
- Modrow Hans – niemiecki polityk, ostatni komunistyczny premier NRD (od 13 listopada 1989 do marca 1990), urodził się 27 stycznia 1928 roku w Jasenitz – obecnej Jasienicy.